# Kojkowo
Kojkowo, Kojkovo (maced. Којково) – wieś w północno-wschodniej Macedonii Północnej, w gminie Kratowo.